# Алейский процесс
Алейский процесс — судебный процесс над лидерами националистического движения Ливана, Палестины и Сирии в 1916 году, организованный по указанию наместника Османской империи в сирийских вилайетах во время Первой мировой войны Ахмеда Джемаль-паши.
Весной 1916 года были арестованы главные деятели арабского националистического движения (около 250 человек), большинство которых предстало перед военным судом, заседавшим в ливанском городке Алее. Более 100 обвиняемых суд приговорил к смертной казни, остальных — к продолжительному тюремному заключению или к пожизненной ссылке. 6 мая 1916 года были публично казнены через повешение наиболее видные арабские лидеры названных стран.
В результате прошедших после казни репрессий арабские националистические организации в странах Леванта были разгромлены.
6 мая отмечается в Ливанской Республике и Сирийской Арабской Республике как «День мучеников».